# Municipio de Arthur (Dakota del Norte)
El municipio de Arthur (en inglés: Arthur Township) es un municipio ubicado en el condado de Cass en el estado estadounidense de Dakota del Norte. En el año 2010 tenía una población de 78 habitantes y una densidad poblacional de 0,87 personas por km².

## Geografía
El municipio de Arthur se encuentra ubicado en las coordenadas 47°6′30″N 97°15′45″O / 47.10833, -97.26250. Según la Oficina del Censo de los Estados Unidos, el municipio tiene una superficie total de 89.45 km², de la cual 89,45 km² corresponden a tierra firme y (0 %) 0 km² es agua.

## Demografía
Según el censo de 2010, había 78 personas residiendo en el municipio de Arthur. La densidad de población era de 0,87 hab./km². De los 78 habitantes, el municipio de Arthur estaba compuesto por el 96,15 % blancos, el 1,28 % eran asiáticos, el 1,28 % eran isleños del Pacífico y el 1,28 % eran de una mezcla de razas. Del total de la población el 0 % eran hispanos o latinos de cualquier raza.